# Lijst van voetbalinterlands Pakistan - Singapore
Deze lijst van voetbalinterlands is een overzicht van alle officiële voetbalinterlands tussen de nationale teams van Pakistan en Singapore. De landen hebben tot op heden zes keer tegen elkaar gespeeld. De eerste ontmoeting, een groepswedstrijd tijdens de Aziatische Spelen 1954, werd gespeeld in Manilla (Filipijnen) op 2 mei 1954. Het laatste duel, een vriendschappelijke wedstrijd, vond plaats op 19 november 2012 in Singapore.

## Wedstrijden
| № | Plaats    | Datum             | Competitie                 | Wedstrijd            | Uitslag |
| - | --------- | ----------------- | -------------------------- | -------------------- | ------- |
| 1 | Manilla   | 2 mei 1954        | Aziatische Spelen 1954     | Pakistan − Singapore | 6 − 2   |
| 2 | Singapore | 12 maart 1956     | Vriendschappelijk          | Singapore − Pakistan | 1 − 1   |
| 3 | Bangkok   | 17 november 1981  | Vriendschappelijk          | Pakistan − Singapore | 1 − 0   |
| 4 | Beijing   | 27 september 1990 | Aziatische Spelen 1990     | Singapore − Pakistan | 6 − 1   |
| 5 | Singapore | 25 maart 2003     | Azië Cup 2004 kwalificatie | Singapore − Pakistan | 3 − 0   |
| 6 | Singapore | 19 november 2012  | Vriendschappelijk          | Singapore − Pakistan | 4 − 0   |

## Samenvatting
| Competitie            | Totaal gespeeld | Winst Pakistan | Gelijk | Winst Singapore | Doelsaldo Pakistan – Singapore |
| --------------------- | --------------- | -------------- | ------ | --------------- | ------------------------------ |
| Azië Cup-kwalificatie | 1               | 0              | 0      | 1               | 0 − 3                          |
| Aziatische Spelen     | 2               | 1              | 0      | 1               | 7 − 8                          |
| Vriendschappelijk     | 3               | 1              | 1      | 1               | 2 − 5                          |
| Totaal                | 6               | 2              | 1      | 3               | 9 − 16                         |

PFF · A-Internationals · Olympisch elftal · Pakistaans vrouwenelftal
1950 – 1959 · 
1960 – 1969 · 
1970 – 1979 · 
1980 – 1989 · 
1990 – 1999 · 
2000 – 2009 · 
2010 – 2019 ·
2020 − 2029
Afghanistan ·
Bahrein ·
Bangladesh ·
Bhutan ·
Brunei ·
Cambodja ·
China ·
Djibouti ·
Filipijnen ·
Guam ·
India ·
Indonesië ·
Irak ·
Iran ·
Israël ·
Japan ·
Jemen ·
Jordanië ·
Kazachstan ·
Kenia ·
Kirgizië ·
Koeweit ·
Libanon ·
Macau ·
Malediven ·
Maleisië ·
Mauritius ·
Myanmar ·
Nepal ·
Noord-Korea ·
Oman ·
Palestina ·
Qatar ·
Saoedi-Arabië ·
Singapore ·
Sri Lanka ·
Syrië ·
Tadzjikistan ·
Taiwan ·
Thailand ·
Turkije ·
Turkmenistan ·
Verenigde Arabische Emiraten ·
Zuid-Korea ·
Zuid-Vietnam
FAS · 
Lijst van A-internationals · 
Singaporees vrouwenelftal
1960 – 1969 ·
1970 – 1979 ·
1980 – 1989 ·
1990 – 1999 ·
2000 – 2009 ·
2010 – 2019
Afghanistan ·
Argentinië ·
Australië · 
Azerbeidzjan · 
Bahrein · 
Bangladesh · 
Brunei · 
Cambodja · 
Canada · 
China · 
Denemarken · 
Fiji ·
Filipijnen · 
Finland · 
Ghana · 
Guam ·
Hongkong · 
India · 
Indonesië · 
Irak · 
Iran · 
Israël · 
Japan · 
Jemen ·
Jordanië · 
Kazachstan · 
Kirgizië · 
Koeweit · 
Laos · 
Libanon · 
Macau · 
Malediven · 
Maleisië · 
Mauritius ·
Mongolië · 
Myanmar · 
Nepal · 
Nieuw-Zeeland · 
Noord-Korea · 
Noorwegen · 
Oezbekistan · 
Oman · 
Oost-Timor · 
Pakistan · 
Palestina · 
Papoea-Nieuw-Guinea ·
Polen · 
Qatar ·
Salomonseilanden · 
Saoedi-Arabië · 
Sri Lanka · 
Syrië · 
Tadzjikistan · 
Taiwan · 
Thailand · 
Turkmenistan · 
Uruguay · 
Verenigde Arabische Emiraten · 
Vietnam · 
Zuid-Korea · 
Zuid-Vietnam · 
Zweden